# Xystrocera ansorgei
Xystrocera ansorgei är en skalbaggsart som beskrevs av Charles Joseph Gahan 1898. Xystrocera ansorgei ingår i släktet Xystrocera och familjen långhorningar.
Artens utbredningsområde är Kenya. Inga underarter finns listade i Catalogue of Life.